# Flick of the Switch
Flick of the Switch er et album af det australske hårde rock band AC/DC, som blev indspillet kort efter deres Europaturné i begyndelsen af 1983. Oprindeligt blev albummet udgivet i USA den 15. august 1983. Flick of the Switch var selvproduceret af AC/DC, og nåede plads 4 i Storbritannien og plads 15 i USA. 
Efter problemer med de andre bandmedlemmer forlod trommeslageren Phil Rudd gruppen, midtvejs i indspilningerne. Han blev afløst af trommeslageren Simon Wright, (et tidligere medlem af Tytan). Wright optræder i videoerne til de tre albumssingler "Flick of the Switch," "Nervous Shakedown" og "Guns For Hire." I 1994 vendte Rudd atter tilbage til gruppen. 
Albummet blev genudgivet i 2003 som et led i AC/DCs kvalitetsforbedret serier. 

## Spor
- Alle sangene er skrevet af Angus Young, Malcolm Young, og Brian Johnson.

1. "Rising Power" – 3:45
2. "This House Is on Fire" – 3:25
3. "Flick of the Switch" – 3:15
4. "Nervous Shakedown" – 4:29
5. "Landslide" – 3:59
6. "Guns for Hire" – 3:26
7. "Deep in the Hole" – 3:21
8. "Bedlam in Belgium" – 3:54
9. "Badlands" – 3:40
10. "Brain Shake" – 4:09

## Musikere
- Brian Johnson – Vokal
- Angus Young – Lead guitar, bagvokal, Slide guitar på "Badlands"
- Malcolm Young – Rytme guitar, bagvokal
- Cliff Williams – Bass guitar, bagvokal
- Phil Rudd – Trommer, bagvokal
- Simon Wright – Trommer (Kun på videoerne)

## Fodnoter
1. ↑  Steve Huey. "Flick of the Switch > Overblik". All Media Guide. Arkiveret fra originalen 13. november 2010. Hentet 2007-06-09.
2. ↑  "Flick of the Switch" og "Nervous Shakedown" videoer, Family Jewels DVD, 2005